# Herb Ramat Jiszaj
Herb Ramat Jiszaj został po raz pierwszy opublikowany 25 kwietnia 1969 roku.
Przedstawia on budynek karawanseraju dawnej arabskiej wioski Jeida. Ten Chan Ramat Jiszaj został wybudowany 1902 roku i jako jeden z nielicznych przetrwał do czasów współczesnych. Na herbie, obok budynku widnieje palma. Dodatkowo, na herbie widnieje nazwa miejscowości w języku hebrajskim רמת ישי (Mo'atza Mekomit Ramat Jiszaj).
Oficjalna flaga miasta jest w kolorze żółtym lub jasnoniebieskim, z ciemnoniebieskim herbem pośrodku.